# Gustaf Johnsson
Nils Gustaf Johnsson, później Weidel (ur. 7 marca 1890 w Malmö, zm. 11 grudnia 1959 w Waszyngtonie) – szwedzki dyplomata, w młodości sportowiec, olimpijczyk.
Na Igrzyskach wystąpił w ich letniej edycji z 1908 w Londynie, gdzie zdobył złoty medal w drużynowych zawodach gimnastycznych.
Pracował w służbie dyplomatycznej Szwecji. Był m.in. radcą handlowym  w Waszyngtonie (1922–1933), konsulem generalnym w Nowym Jorku (1933–1935) oraz posłem w Rio de Janeiro (1936), Lizbonie (1943) i Kairze , Bejrucie i Damaszku (1951–1955).